# Gwen Berrou
Pour les articles homonymes, voir Berrou.
Gwen Berrou est une actrice belge.

## Biographie
Elle a étudié au Conservatoire Royal de Bruxelles et au Conservatoire de Nantes.

## Carrière
En 2011, elle joue dans le film Les Géants de Bouli Lanners, pour lequel elle a reçu un Magritte du cinéma en tant que Meilleure actrice de second rôle.

## Filmographie

### Cinéma

#### Longs métrages
- 2011 : Les Géants de Bouli Lanners : Martha
- 2012 : Mobile Home de François Pirot : Virginie
- 2013 : Henri de Yolande Moreau : Laetitia, la fille d'Henri
- 2013 : La Tendresse de Marion Hänsel : La femme de ménage à la station-service
- 2021 : À l'ombre des filles d'Étienne Comar : Une surveillante
- 2023 : Ailleurs si j'y suis de François Pirot : Béatrice

#### Courts métrages
- 2010 : Les Sauvages d'Antoine Cuypers : La femme de Patrick
- 2020 : Des choses en commun d'Ann Sirot et Raphaël Balboni
- 2022 : La passante d'Hannah Letaïf : Lissa

### Télévision

#### Séries télévisées
- 2016 / 2018 : La Trêve : L'agent immobilier
- 2019 : Prise au piège : Jackie
- 2022 : Des gens bien : Corinne

## Distinctions
- 2005 : Prix du Théâtre : Meilleur espoir féminin
- 2012 : Magritte du cinéma : Meilleure actrice dans un second rôle pour son rôle de Martha dans Les Géants[2]